# Corrida au cinéma
Pour un article plus général, voir Corrida.
Corrida au cinéma sont les films mettant en scène une corrida.
Les premiers films mettant en scène une corrida font partie des « vues photographiques animées » que la Société Lumière fait enregistrer un peu partout dans le monde pour alimenter les ventes du cinématographe aux riches particuliers puisqu'il s'agit d'une machine qui permet non seulement la prise de vues, mais aussi la projection en famille. Les images ramenées par plusieurs opérateurs sont réputées être de merveilleux documents. « C’est la vie même, c’est le mouvement pris sur le vif. »
Le cinéma taurin a fait son apparition à Madrid, en 1896, où une équipe d'opérateurs de Louis Lumière a présenté au public espagnol le cinématographe lors de la Feria de San Isidro.
En 1897, Francis Doublier, opérateur Lumière, filme une corrida à Barcelone et découvre malgré lui l'accéléré.
Depuis lors, la corrida a été un thème traité tantôt sous forme de document tel le Arruza de Budd Boetticher ou Les Années Arruza de Emilio Maillé (1996), tantôt sous forme de fiction comme le film de Pedro Almodóvar Parle avec elle ou sous forme de docufiction tel Manolete (film, 2010) de Menno Meyjes.
Si la majorité des fictions taurines produites au cinéma ont été jugées secondaires (voire mauvaises) par la critique spécialisée, bien que les scènes jouées par des acteurs soient entrecoupées de scènes de tauromachie réelles, les documentaires et reportages sont considérés par les mêmes comme des références importantes, tant pour l'histoire de la tauromachie que pour celle du cinéma. La Cinémathèque française en possède un grand nombre, parmi lesquels les documents Lumière sur les premières écoles taurines.

## Historique
Les Frères Lumière ont été les premiers à faire réaliser de courtes bandes d'inspiration taurine aussitôt ajoutées au catalogue de vente de leur société. Parmi celles-ci, le torero Luis Mazzantini est présenté avec sa cuadrilla. La bande tournée à Madrid en 1896 par l'opérateur de Louis Lumière, Alexandre Promio, s'intitule Madrid, arrivée des toréadors. Le même Alexandre Promio tourne cette même année Course de taureaux. En 1897, une corrida est filmée à Barcelone. En 1898, à Nîmes, douze bandes taurines ont été tournées par des opérateurs Lumière, détaillant toutes les phases de la corrida depuis le transfert des taureaux aux arènes, jusqu'à l'arrastre. Le catalogue Lumière comprenant ces douze films taurins a été reproduit par Maurice Bessy et Lo Duca dans leur ouvrage Louis Lumière inventeur. 

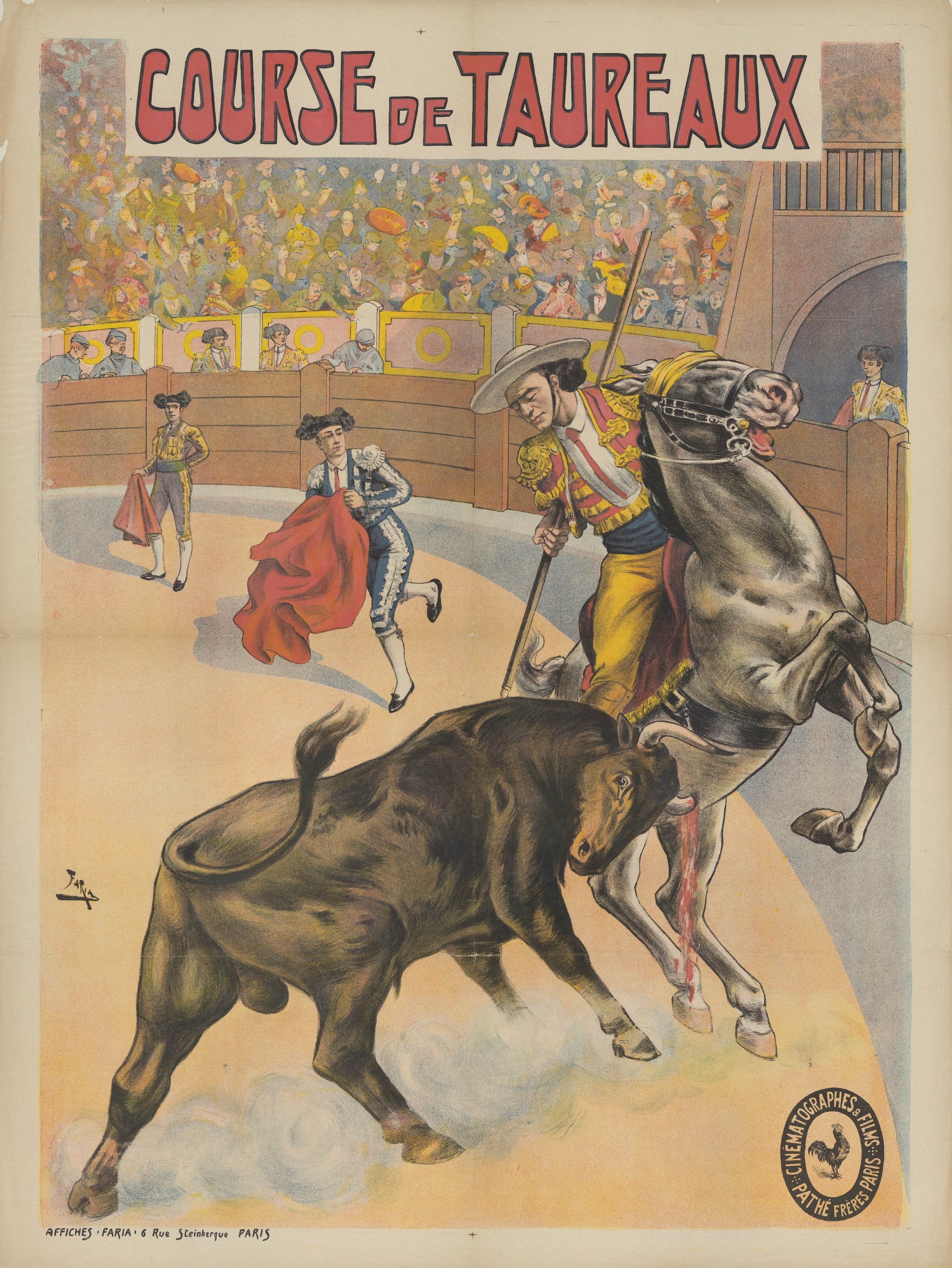
Affiche du documentaire Course de taureaux à Séville, 1907.

La « pré-histoire » du cinéma taurin français ne se limite pas aux productions des frères Lumière puisque dès 1908 la société Lux produit un documentaire naturaliste Course de taureaux à Séville ; la même année, la société Gaumont tourne Corrida de taureaux en Espagne avec Bombita, et les studios Raleigh Corrida de Taureaux à Barcelone en 1909.
En 1911, la société Gaumont a encore produit Carolino toréador et Max Linder inaugure le genre comico-taurin avec Max toréador. Georges Sadoul considère que Max toréador est le meilleur film de Linder. Il y eut une vive polémique avec le scénariste russe Brechki Brechkowski, qui accusait Max Linder d'avoir usé d'une doublure pour revêtir l'habit de lumières et affronter un taureau. Il fut question d'un duel d'honneur qui n'eut jamais lieu.
L'ancien critique taurin de Lunel, Louis Feuillade, devenu cinéaste, tourne en 1906 dans les arènes de Nîmes Jolies passes du toréador Machaquito et en 1914, il réalise en Espagne deux fictions taurines : Les Fiancés de Séville (1915). En 1916, il intercale des scènes taurines dans Les Yeux qui fascinent, cinquième épisode de la série Les Vampires dont une partie avait déjà été tournée au moment de la déclaration de la première Guerre mondiale. 
Vers 1921, l'actrice Musidora fut productrice et actrice du film Soleil et ombre dans lequel le rejoneador Antonio Cañero était conseiller artistique et acteur. La comédienne fut bousculée par un taureau, ce qui ne l'empêcha pas de revenir en 1923 pour réaliser La Terre des taureaux, un documentaire sur la vie de élevages. En 1923, Henry Vorins adapte un texte de Théophile Gautier sur la corrida et il filme le matador Pedrucho. Le document a un tel succès que Vorins produit l'année suivante un long métrage Pedrucho,.
La plupart des films tournés ensuite ont été taxés « d'espagnolades », c'est-à-dire de films sans grandes valeur, soit qu'il s'agisse de mélodrames larmoyants comme Le Picador de Lucien Jaquelux , soit de films burlesques comme Arènes joyeuses (film, 1935) une opérette mise en scène par Karel Anton avec Alibert et Charpin comme acteurs. Ce même titre est repris en 1958 par le réalisateur Maurice de Canonge : Arènes joyeuses (film, 1958) avec Fernand Reynaud et un scénario différent du premier .
Dans les années 1950, un bon documentaire de Pierre Braunberger et Myriam Borsoutsky, La Course de taureaux vient relever le niveau de la cinématographie taurine. Si la dramaturgie de la corrida a inspiré beaucoup de commentaires et de réflexions théoriques sur ce que peut le cinéma, notamment dans un contexte où la mort est un enjeu explicite et montré, ce film est à l'origine du principal texte de référence en la matière, l'article « Mort tous les après-midi » publié par André Bazin dans les Cahiers du cinéma et repris dans le livre Qu'est-ce que le cinéma? Parmi les autres grands critiques français ayant réfléchi à partir de la corrida figure notamment Serge Daney.  
La liste de « nanards » taurins est assez longue. Mais il y a aussi de grandes réussites aussi bien comiques que dramatiques.

## Les différents styles
La veine burlesque lancée par Max Linder est très vite passée à Hollywood avec Rigolo matador (Stan Laurel, 1924), The Bullfight (Mack Sennett), Le Terrible toréador (parodie de Carmen de Raoul Walsh, 1927), et même dans les studio d'animation : Woody Woodpecker apparaît dans Hollywood matador de Walter Lantz (1942), Donald Duck devient un des Trois caballeros de Norman Ferguson (1945), Droopy devient Señor Droopy de Tex Avery (1949) ainsi que Dingo, Popeye et Tom et Jerry (1957).
Plus sérieuses et de meilleure qualité, les adaptations d'œuvres littéraires ont connu un certain succès ; notamment Arènes sanglantes, le roman de Vicente Blasco Ibáñez, a inspiré quatre adaptations dont la première (1916) met en valeur l'ensemble du mundillo à titre documentaire. En 1922, une version muette de Fred Niblo connaîtra un grand succès grâce à sa vedette : Rudolph Valentino. D'autres versions suivent, mais la plus flamboyante est celle de Rouben Mamoulian avec Rita Hayworth et Tyrone Power dont le matador John Fulton dit que c'est après avoir vu ce film qu'il a eu la vocation de torero. Plusieurs autres romans taurins ont été adaptés à l'écran avec succès : Sang et lumière de Georges Rouquier d'après Joseph Peyré, Le Soleil se lève aussi d'Henry King d'après Ernest Hemingway
 À cinq heures de l'après-midi réalisé par Juan Antonio Bardem en 1960 d'après la pièce de Alfonso Sastre La Cornada montre comment deux toreros sont manipulés par leurs apoderados.
Présenté au festival de Cannes en 1960 le premier long métrage de Carlos Saura : Los Golfos (en français : « Les Voyous ») met en scène une bande de voyous obligés de se sacrifier pour que l'un d'entre eux puisse réaliser son rêve le plus cher : devenir torero.
En 1964, c'est le réalisateur Francesco Rosi qui traite de la corrida dans Le Moment de la vérité interprété par le matador Miguelín il décrit l'ascension et la chute d'un torero.
Parmi les adaptations d'œuvres littéraires à succès, on compte la nouvelle de Prosper Mérimée Carmen, adaptée par Carlos Saura avec Laura del Sol (1983), Carmen Jones et celle de Francesco Rosi avec Julia Migenes Johnson (1984). 

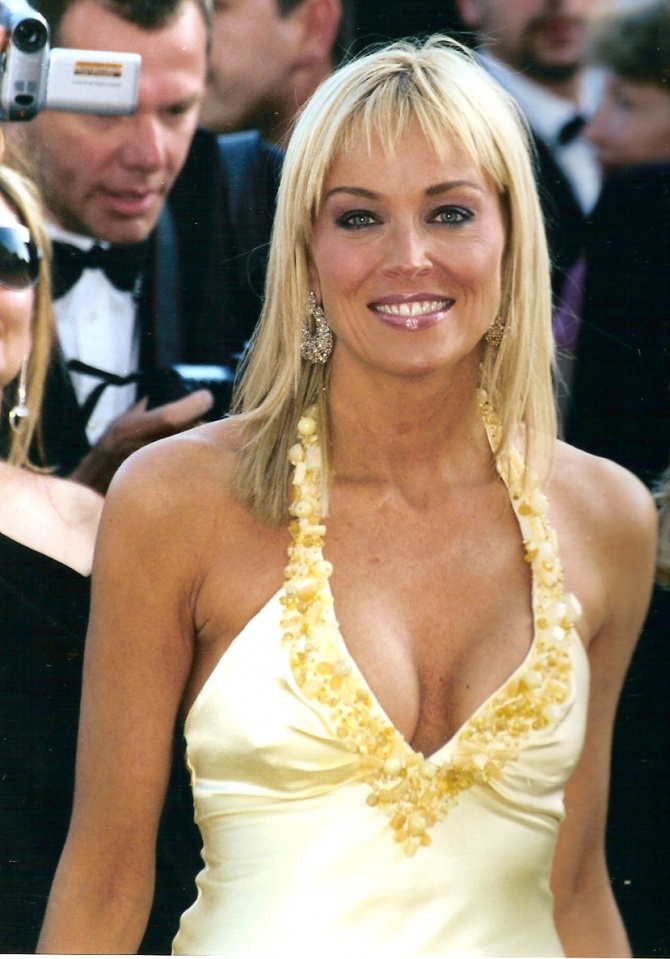
Sharon Stone au festival de Cannes en 2005

Certains réalisateurs hollywoodiens, qui étaient aussi des aficionados, ont réussi à comprendre la réalité de la tauromachie, notamment Budd Boetticher et Orson Welles qui, tous deux, se sont essayés au métier de torero. Le premier a réalisé deux fictions inspirées par son séjour au Mexique, La Dame et le toréador (1951) et Le Brave et la belle (1955), ainsi que Arruza (1968), biographie du torero Carlos Arruza pour laquelle Boetticher s'est pratiquement ruiné. De l'afición d'Orson Welles, il ne reste qu'une partie d'un ensemble d'épisodes de la série All is true intitulé My Friend Bonito et quelques émissions télévisées telles que Corrida à Madrid (1955) et Orson Welles : the art of bullfighting (1961).
Heureux qui comme Ulysse, film français réalisé par Henri Colpi avec Fernandel en 1969, et sorti en 1970, rappelle aussi les souffrances des chevaux blessés lors des corridas de rejón. À noter que ce film décrit une situation totalement invraisemblable : les chevaux n'appartiennent pas aux picadors, ils appartiennent à une entreprise de location de chevaux, qui les loue aux organisateurs des corridas ; aucun de ces loueurs n'irait acheter une vieille haridelle, alors que le dressage d'un cheval de corrida nécessite plusieurs années.
De nombreuses stars d'Hollywood ont été aficionadas. On a notamment pu voir dans les gradins Ava Gardner, Rita Hayworth dans les années 1950, 1960, même Brigitte Bardot qui admirait notamment le torero Chamaco père surnommé le torero des plages car il était fort bel homme. 
Plus récemment, Pedro Almodovar a réalisé en 2002 Parle avec elle. Il était déjà l'auteur en 1985 de Matador.
Une biographie romancée du matador « Manolete » a été réalisée en 2008 par Menno Meyjes : Manolete.
En 1989, Sharon Stone a repris le rôle de Doña Sol, dans un film considéré comme secondaire par la critique : Arènes sanglantes (film, 1989) du réalisateur espagnol Javier Elorrieta, troisième adaptation du roman de Vicente Blasco Ibáñez, sorti dans un premier temps en français sous le titre L'Indomptée. 
Tout récemment, le 29 juin 2012 lors d'une entrevue sur ABC es., l'actrice américaine a fermement défendu la corrida face au présentateur Jorge Javier Vázquez, « declarado antitaurino  » notoirement anti-taurin, en déclarant « que les taureaux faisaient partie de la culture historique de l'Espagne et qu'il en étaient la poésie  ».
Outre les documentaires sur la tauromachie et les biographies de matadors, il existe une catégorie cinématographique assez méconnue du grand public : les matadors-acteurs. Parmi les plus « flamboyants », on trouve « le cyclone » Arruza, le « beatnik » « El Cordobés » qui sont aussi les plus connus. Mais les carrières cinématographiques des toreros ont toutes été assez brèves. Seuls deux ont véritablement embrassé la carrière de comédien : Mario Cabré, catalan, issu d'une famille de comédiens et le gitan Rafael Albaicín. 
Il existe aussi des courts-métrages comme La Corrida interdite, 1958, ballet cinématographique réalisé à partir d'images de corrida au ralenti par Denys Colomb de Daunant et Le Drame du taureau réalisé par Lucien Clergue.
Il y a eu encore, dans les années 1980, un certain nombre de productions honorables comme Matador (film), 1986, réalisé par Pedro Almodóvar, Duende, 1986, de Jean-Blaise Junod, De sable et de sang, 1987, de Jeanne Labrune.
En 2018, le documentaire écrit et réalisé par André Viard Tauromachies Universelles de l'Union des Villes Taurines de France et l'Observatoire National des Cultures Taurines, salué par l’Institut de Paléontologie humaine pour sa pertinence et son originalité dans la mise en lumière de la relation immémoriale entre l’Homme et le Taureau, étudie de manière chronologique l’évolution des pratiques taurines, de la chasse au rite puis au jeu, au travers de toutes les civilisations méditerranéennes. Avec un même souci de rigueur scientifique, il explique, en termes anthropologiques, les raisons de cette évolution, ainsi que les valeurs éthiques, esthétiques et écologiques de la culture taurine contemporaine. Par son contenu novateur et la qualité de ses images, ce documentaire est un référent dans le débat culturel et social autour de la Tauromachie. Ce documentaire sera visionné - et continu de l'être - par des milliers de personnes particulièrement dans le Sud de la France.

## Cinéma anti-corrida
Les militants anti-corrida réalisent depuis les années 2000 des films afin de dénoncer la pratique de la tauromachie. En 2000, Thierry Hély réalise le court-métrage documentaire Juste pour le plaisir qui propose de montrer la violence d'une corrida via une caméra-caché. Ce film est diffusé, à l'occasion du Festival de Cannes, par le Collectif anti-corrida de Fréjus et la Fédération des luttes pour l'abolition des corridas à l'Hôtel Cannes-Palace les 16 et 22 mai 2002,. D'autres projections ont lieu, notamment à l'Université libre de Bruxelles lors d'une session extraordinaire du tribunal international des droits de l'animal contre l'organisation des corridas en Europe organisée par la Fondation Franz Weber,.
En 2004, sort le court-métrage Alinéa 3 réalisé par Jérôme Lescure tournées dans cinq arènes de sud de la France : Châteaurenard, Nîmes, Arles, Rieumes et Saint-Gilles. Ce film montre des images inédites d'afeitado, puis met en évidence les trois actes de la corrida : tercio de pique, tercio de banderilles et tercio de mort. Il dénonce l'alinéa 3 de l’article 521-1 du Code Pénal ainsi que les articles R 654-1 et R 655-1, introduisant une tolérance en faveur de la pratique de la tauromachie lorsque « une tradition locale ininterrompue peut être invoquée ».